# Towanda, Pennsylvania
Towanda är administrativ huvudort i Bradford County i delstaten Pennsylvania i USA. Enligt 2010 års folkräkning hade Towanda 2 919 invånare.

## Kända personer från Towanda
- Gregory La Cava, filmregissör